# Ricochet (wrestler)
Trevor Dean Mann, meglio conosciuto con il ring name Ricochet (Paducah, 11 ottobre 1988), è un wrestler statunitense. sotto contratto con la All Elite Wrestling.
Si è esibito in WWE dal 2018 al 2024, dove ha detenuto una volta l'Intercontinental Championship, lo United States Championship, lo Speed Championship e l'NXT North American Championship; ha inoltre vinto la quarta edizione del Dusty Rhodes Tag Team Classic in coppia con Aleister Black.
Prima di approdare in WWE, ha militato per molti anni nel circuito indipendente nordamericano, esibendosi con il ring name Prince Puma.

## Carriera

### Circuito indipendente (2003–2018)

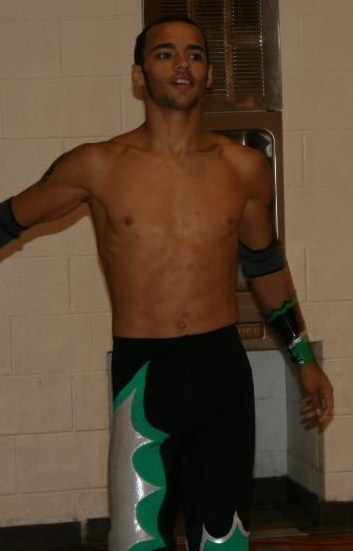
Ricochet nel 2008

Debutta nel 2005 nei circuiti indipendenti, soprattutto nella Insanity Pro Wrestling, dove il 6 febbraio 2006, prende parte ad un 5-Man Elimination Match che includeva Chuck Taylor, DieHard, Tony Galloway e Ty Blade. Ricochet rimane l'ultimo wrestler, ma viene eliminato da Taylor, che vince l'incontro. Qualche settimana più tardi, prende parte ad un evento della IWA Mid-South in un match per il titolo Deep South Heavyweight Championship, ma perde un altro 5-Man Match in favore di Cabana Man Dan; gli altri tre wrestlers nella contesa erano Taylor, Jeff Jameson e Brian Sterling. Il 1º aprile, partecipa ad un 9-Man Tables Match per determinare il primo sfidante al Light Heavyweight Title, che però viene vinto da Darin Corbin. Durante il match, esegue però una famosa mossa, un doppio moonsault dalla cima della scala, sugli altri otto partecipanti. Lotta anche per il Junior Heavyweight Championship contro Taylor, ma viene sconfitto ripetutamente.
Il 24 giugno, Ricochet fa il suo debutto per la Chikara, perdendo il primo round della Young Lions Cup contro Chuck Taylor. Il giorno dopo, lotta insieme a Player Uno, venendo sconfitto in un match di coppia da Taylor e Cloudy. Il 17 novembre, all'evento "Brick", vince il suo primo match in un incontro a 6 uomini, dove lui, Mike Quackenbush e Cloudy, sconfiggono Cheech, Retail Dragon e Shane Storm. Il 16 febbraio, al King of Trios, Ricochet ha il suo match titolato per la Young Lions Cup, ma perde contro Max Boyer. Due giorni dopo, viene battuto da Claudio Castagnoli e, il 22 aprile, Ricochet prende parte alle semifinali del Rey de Voladores, perdendo in un Fatal 4-Way Match che includeva Chuck Taylor, Retail Dragon e PAC. Partecipa alla Young Lions Cup, battendo alle eliminatorie Chrisjen Hayme. Più tardi, lo stesso giorno, vince un 6-Man Elimination Match avanzando alla finale, che perde ancora una volta contro Chuck Taylor, che conquista la vacante Young Lions Cup. Il 18 agosto, perde un Title vs. Career contro Taylor ed è costretto a lasciare la Chikara. Il 27 ottobre, a New Star Navigation, Mann appare con un nuovo look e una nuova maschera, con il ring name di Helios, sconfiggendo finalmente Taylor e conquistando la Young Lions Cup. Anche se Taylor sospetta che in realtà si tratti di Ricochet, il titolo rimane ne nelle mani di Helios e lo difende contro Hydra e Fire Ant.
Il 29 febbraio 2008, Helios fa squadra con Hallowicked e Delirious e i tre diventano noti come "The Golden Trio", con l'obiettivo di partecipare al King of Trios 2008. Dopo aver passato il primo round con un pass diretto, i tre sconfiggono il Team IPW:UK (Martin Stone, Terry Frazier e Sha Samuels) e i Fabulous Three (Larry Sweeney, Mitch Ryder e Shayne Hawke) al secondo round e nei quarti rispettivamente, prima di perdere contro i BLKOUT nelle semifinali. Il 19 aprile, difende la Young Lions Cup contro Lince Dorado. Il 15 maggio, è finale al Rey de Voladores, che però viene vinto da Incognito. Il 15 giugno, Fire Ant gli sottrae la Young Lions Cup, battendo in finale Vin Gerard nell'annuale edizione. Partecipa al Loteria Letal Tournament con Tim Donst, ma perdono subito al primo round contro Icarus e Ultimo Breakfast. A Cibernetico Begins, Helios è nel Team Equinox (Equinox, Fire Ant, Soldier Ant, Worker Ant, Hydra, Tim Donst e Mike Quackenbush) che vince contro il Team Gerard (Vin Gerard, STIGMA, Lince Dorado, Amasis, UltraMantis Black, Crossbones, Ophidian e Eddie Kingston) in un 16-Man Elimination Match. Il 12 dicembre, a Face With a View, forma i "The Future is Now" con Equinox e Lince Dorado, e i tre sconfiggono Vin Gerard, STIGMA e Colin Delaney.
Il 1º gennaio 2009, Helios e Dorado perdono contro Icarus e Gran Akuma, il Team F.I.S.T. Al King of Trios 2009, The Future is Now battono il Team DDT (Kota Ibushi, KUDO e Michael Nakazawa), al primo round, e i The Osirian Portal (Amasis, Ophidian e Escorpion Egipcio) nei quarti di finale, prima di perdere contro Icarus, Gran Akuma e Chuck Taylor. Dopo il torneo, iniziano una rivalità contro gli Osirian Portal. Nel primo show del 2010, Lince Dorado tradisce Equinox, unendosi alla Bruderschaft des Kreuzes (BDK). A Maggio, Helios ed Equinox lottano contro Dorado e Tim Donst un match di coppia, vincendo, e vincono anche un Fatal 4-Way Elimination Tag Team Match per determinare i primi sfidanti ai titoli. Tuttavia, vengono battuti da Ares e Claudio Castagnoli, non riuscendo a vincere i Chikara Campeonatos de Parejas. Il 19 settembre 2010, i Future is Now si sciolgono, quando Olsen lascia il gruppo tornando a fare squadra con Colin Delaney. Helios, rimasto solo, non è neanche più apparso in nessun evento Chikara, per trasferirsi in pianta stabile nella Dragon Gate USA.
Il 15 gennaio 2010, Ricochet fa il suo debutto per l'Evolve, lottando nello show Evolve 1: Ibushi bs Richards, sconfiggendo Arik Cannon. L'evento successivo, però, lo perde contro Chuck Taylor. Il 1º maggio, perde per count out contro il compagno di Taylor, ovvero Johnny Gargano. Dopo essere stato sconfitto da Drake Younger in un Fatal 4-Way, Ricochet sconfigge Kyle O'Reilly l'11 settembre.
Il 24 luglio 2010, lotta anche per la Dragon Gate USA, perdendo contro Chuck Taylor in un Fatal 4-Way che includeva anche Arik Cannon e Adam Cole. Il 25 settembre, lotta insieme a CIMA sconfiggendo Masato Yoshino e Naruki Doi. Dopo il match, CIMA fa entrare Ricochet nella sua stable, gli Warriors International. Successivamente fa squadra con Genki Horiguchi e Austin Aries in un match a sei, venendo sconfitti dai membri della Ronin, ovvero Chuck Taylor, Johnny Gargano e Rich Swann. In seguito, Ricochet e Naruki Doi perdono anche contro Masato Yoshino e PAC. L'11 settembre, a Way of the Ronin 2011, Ricochet e CIMA sconfiggono Masato Yoshino e PAC vincendo gli Open the United Gate Championship, dove anche gli Open the Twin Gate Championship erano in palio. Ricochet sfida poi anche Johnny Gargano per l'Open the Freedom Gate Championship, ma non riesce a vincere. Il 30 marzo, Ricochet e CIMA sono costretti a rendere vacante l'Open the United Gate Title, dopo un infortunio di CIMA alla testa. Nel main event, tuttavia, Ricochet rivince i titoli insieme a Masato Yoshino, ma il 21 giugno, questi vengono privati dei titoli poiché Yoshino doveva assentarsi due mesi dagli eventi Dragon Gate USA. La settimana seguente, Ricochet fa squadra con Rich Swann in un match per determinare i nuovi Open the United Gate Champions ma vengono battuti da CIMA e AR Fox. Dopo essere stato sconfitto da Fox in un Respect Match, a Freedom Fight 2012, Ricochet non riesce a conquistare l'Open the Freedom Gate Championship nel Fatal 4-Way che comprendeva anche Akira Tozawa, AR Fox e il campione Johnny Gargano.
Il 5 settembre 2010, Ricochet fa il suo debutto per la Pro Wrestling Guerrilla perdendo al primo round della Battle of Los Angeles contro Claudio Castagnoli. Il giorno dopo, lui, Johnny Goodtime e Rocky Romero vengono sconfitti da Ryan Taylor, Brian Cage e Chuck Taylor. Il 9 ottobre, Ricochet ottiene un'importante vittoria, sconfiggendo il campione di coppia El Generico. Ritorna il 9 aprile 2011, sfidando gli Young Bucks insieme a Generico per i PWG World Tag Team Championship, ma non riescono a vincere le cinture. Anche se Generico accusa Ricochet della sconfitta, i due fanno ancora squadra, venendo sconfitti da Akira Tozawa e Kevin Steen. Dopo un altro anno quasi di assenza, ritorna nel gennaio 2012, facendo coppia con CIMA, venendo sconfitti da Johnny Goodtime e Johnny Yuma. Il 25 maggio, perde un Grudge Match contro El Generico. Il 1º settembre, partecipa alla Battle of Los Angeles, sconfiggendo Kevin Steen al primo turno, grazie anche ad una distrazione del rivale di Steen, ovvero Brian Cage. Il giorno dopo, Ricochet sconfigge anche Roderick Strong nei quarti di finale, prima di essere eliminato da Michael Elgin nelle semifinali. Il 27 ottobre, Ricochet sfida Steen per il PWG World Championship in un match a tre che vedeva la presenza anche di Michael Elgin, ma perde. Il 12 gennaio 2013, Ricochet fa squadra con Rich Swann partecipando al Dynamite Duumvirate Tag Team Title Tournament 2013. Il Team viene però subito eliminato dagli Young Bucks.

### New Japan Pro-Wrestling (2013–2018)
Il 3 maggio 2013, la New Japan Pro-Wrestling annuncia Ricochet come uno dei partecipanti del Best of the Super Juniors Tournament. Fa il suo debutto il 22 maggio, lottando insieme a Kenny Omega venendo sconfitti dagli Suzukigun (Taichi e Taka Michinoku). Nel torneo, Ricochet vince cinque match su otto, perdendo il suo ultimo incontro il 6 giugno contro Alex Shelley, che gli costa il posto in semifinale.

### Lucha Underground (2013–2018)
Combatte in Lucha Underground sotto il nome di Prince Puma. Durante la nona puntata della prima stagione sconfigge Johnny Mundo e diventa il primo wrestler a conquistare il Lucha Underground Championship. Perde il titolo contro Mil Muertes ad Ultima Lucha concludendo il suo regno dopo 30 episodi. Si tratta ancora oggi del regno più lungo della storia di Lucha Underground.

### WWE (2018–2024)

#### NXT(2018–2019)
Il 16 gennaio 2018 la WWE annunciò di aver messo sotto contratto Ricochet, il quale venne mandato al Performance Center per allenarsi. In seguito, Ricochet venne assegnato al territorio di sviluppo di NXT, debuttandovi in uno dei suoi tapings sconfiggendo Fabian Aichner. Il 7 aprile, a NXT TakeOver: New Orleans, Ricochet partecipò ad un Ladder match per l'assegnazione dell'NXT North American Championship che includeva anche Adam Cole, EC3, Killian Dain, Lars Sullivan e Velveteen Dream ma il match venne vinto da Cole. Il 16 giugno, a NXT TakeOver: Chicago II, Ricochet sconfisse Velveteen Dream. Il 18 agosto, a NXT TakeOver: Brooklyn 4, Ricochet sconfisse Adam Cole conquistando così l'NXT North American Championship per la prima volta. Nella puntata di NXT del 19 settembre Ricochet affrontò Pete Dunne in un match in cui erano in palio sia l'NXT North American Championship che il WWE United Kingdom Championship di Dunne ma il match terminò in no contest. Il 17 novembre, a NXT TakeOver: WarGames, Ricochet, Pete Dunne e i War Raiders sconfissero l'Undisputed Era in un WarGames match. Nella puntata di NXT del 12 dicembre Ricochet difese il titolo nordamericano contro Tyler Breeze (appartenente al roster di Raw). Il 26 gennaio 2019, a NXT TakeOver: Phoenix, Ricochet perse la cintura nordamericana contro Johnny Gargano dopo 161 giorni di regno.

#### Varie faide e opportunità titolate (2019–2021)
Nella puntata di Raw del 18 febbraio 2019 venne annunciato che Ricochet avrebbe debuttato nel roster principale (senza tuttavia avere ancora una collocazione precisa). Nella puntata di NXT del 6 marzo Ricochet e Aleister Black parteciparono al Dusty Rhodes Tag Team Classic sconfiggendo Fabian Aichner e Marcel Barthel nei quarti di finale e i #DIY nelle semifinali. Il 10 marzo, a Fastlane, Ricochet e Black parteciparono ad un Triple Threat Tag Team match per il Raw Tag Team Championship che includeva anche i campioni, i Revival, e Bobby Roode e Chad Gable ma il match venne vinto dai Revival. Nella puntata di NXT registrata il 13 marzo Ricochet e Black sconfissero i Forgotten Sons (Steve Cutler e Wesley Blake) vincendo la quarta edizione del Dusty Rhodes Tag Team Classic, ottenendo dunque una title-shot per l'NXT Tag Team Championship dei War Raiders per NXT TakeOver: New York. Nella puntata di NXT del 20 marzo Ricochet partecipò ad un Fatal 5-Way match che comprendeva anche Adam Cole, Aleister Black, Matt Riddle e Velveteen Dream per determinare lo sfidante di Johnny Gargano per il vacante NXT Championship a NXT TakeOver: New York ma il match venne vinto da Cole. Nella puntata di Raw del 1º aprile Ricochet e Black affrontarono nuovamente i Revival per il Raw Tag Team Championship ma vennero sconfitti per count-out. Il 5 aprile, a NXT TakeOver: New York, Ricochet e Black affrontarono i War Raiders per l'NXT Tag Team Championship ma vennero sconfitti. Il 7 aprile, a WrestleMania 35, Black e Ricochet parteciparono ad un Fatal 4-Way Tag Team match per lo SmackDown Tag Team Championship che comprendeva anche i campioni, gli Usos, i The Bar e Rusev e Shinsuke Nakamura ma il match venne dagli Usos. Con lo Shake-up del 15 aprile Ricochet venne assegnato ufficialmente al roster di Raw. Con il passaggio di Aleister Black a SmackDown, la coppia fra lui e Ricochet si sciolse. Il 19 maggio, a Money in the Bank, Ricochet partecipò al match omonimo che comprendeva anche Ali, Andrade, Baron Corbin, Drew McIntyre, Finn Bálor, e Randy Orton ma il match venne vinto dal rientrante Brock Lesnar. Nella puntata di Raw del 17 giugno Ricochet vinse un Fatal 5-Way Elimination match che comprendeva anche Bobby Lashley, Braun Strowman, Cesaro e The Miz (eliminando per ultimo proprio questi), ottenendo la possibilità di affrontare Samoa Joe per lo United States Championship. Il 23 giugno, a Stomping Grounds, Ricochet sconfisse Joe conquistando lo United States Championship per la prima volta. Nella puntata di Raw del 1º luglio Ricochet difese con successo il titolo contro AJ Styles ma, al termine dell'incontro, venne brutalmente attaccato dallo sconfitto. Il 14 luglio, a Extreme Rules, Ricochet perse il titolo contro Styles dopo 21 giorni di regno. Nella puntata di Raw del 29 luglio Ricochet vinse un Gauntlet match eliminando per ultimo Andrade (appartenente al roster di SmackDown), diventando il contendente n°1 allo United States Championship di Styles. L'11 agosto, a SummerSlam, Ricochet affrontò Styles per lo United States Championship ma venne sconfitto. Nella puntata di Raw del 26 agosto Ricochet sconfisse Drew McIntyre negli ottavi di finale del King of the Ring. Nella puntata di Raw del 2 settembre il match tra Ricochet e Samoa Joe nei quarti di finale del King of the Ring terminò in doppio schienamento. Nella puntata di Raw del 9 settembre Ricochet affrontò Baron Corbin e Samoa Joe in un Triple Threat match di qualificazione alla finale del King of the Ring ma il match venne vinto da Corbin. Nella puntata di Raw del 23 settembre Ricochet partecipò ad un Fatal 5-Way Elimination match per determinare il contendente n°1 all'Universal Championship ma venne eliminato dall'Intercontinental Champion Shinsuke Nakamura (appartenente al roster di SmackDown). Nella puntata di Raw del 18 novembre Ricochet e Randy Orton affrontarono i Viking Raiders per il Raw Tag Team Championship ma vennero sconfitti per squalifica a causa di un'invasione dei membri dei roster di SmackDown e NXT. Il 24 novembre, a Survivor Series, Ricochet partecipò al tradizionale 5-on-5-on-5 Survivor Series Elimination match contro il Team SmackDown e il Team NXT ma venne eliminato da King Corbin. Nella puntata di Raw del 25 novembre Ricochet partecipò ad un Fatal 4-Way match per determinare il contendente n°1 allo United States Championship di AJ Styles che comprendeva anche Drew McIntyre, Randy Orton e Rey Mysterio ma il match venne vinto da Mysterio. Nella puntata di Raw del 16 dicembre Ricochet partecipò ad un Gauntlet match per determinare il contendente n°1 allo United States Championship ma, dopo aver eliminato Akira Tozawa e Matt Hardy (quest'ultimo appartenente al roster di SmackDown), venne eliminato da Humberto Carrillo. Il 26 gennaio, alla Royal Rumble, Ricochet partecipò al match omonimo entrando col numero 15 ma venne eliminato da Drew McIntyre. Nella puntata di Raw del 3 febbraio Ricochet vinse un Triple Threat match contro Bobby Lashley e Seth Rollins, ottenendo un'opportunità titolata al WWE Championship di Brock Lesnar a Super ShowDown. Il 27 febbraio, a Super ShowDown, Ricochet affrontò Lesnar per il WWE Championship ma venne sconfitto in appena due minuti. Nella puntata di Raw del 2 marzo Ricochet affrontò Riddick Moss per il 24/7 Championship ma venne sconfitto. Nella puntata di Raw del 27 luglio Ricochet e Cedric Alexander (con cui da poco tempo aveva iniziato a fare coppia) parteciparono ad un Triple Threat Tag Team match che comprendeva anche Andrade e Angel Garza e i Viking Raiders per determinare i contendenti n°1 al Raw Tag Team Championship degli Street Profits ma il match venne vinto da Andrade e Garza. Nella puntata di Raw del 7 settembre Ricochet, Cedric Alexander e Apollo Crews vennero sconfitti dall'Hurt Business (Bobby Lashley, MVP e Shelton Benjamin) a causa del turn heel di Alexander, il quale attaccò brutalmente sia Ricochet che Crews, segnando la fine dell'alleanza con Ricochet. Il 22 novembre, nel Kick-off di Survivor Series, Ricochet partecipò ad una Battle Royal tra Raw e SmackDown ma venne eliminato da Cedric Alexander. Dal mese di novembre alla fine di dicembre, Ricochet intraprese una faida con la Retribution, venendo sconfitto da tutti loro in ogni singolo match ogni settimana, rifiutandosi però di entrare nella stable. Il 31 gennaio, alla Royal Rumble, Ricochet partecipò all'omonimo incontro entrando col numero 12 ma venne eliminato da Kane. Il 21 febbraio, nel Kick-off di Elimination Chamber, Ricochet partecipò ad un Fatal 4-Way match che comprendeva anche Elias, John Morrison e Mustafa Ali con in palio l'opportunità di inserirsi nel Triple Threat match per lo United States Championship di Bobby Lashley la sera stessa ma il match venne vinto da Morrison. Nella puntata speciale WrestleMania SmackDown del 9 aprile Ricochet partecipò all'André the Giant Memorial Battle Royal ma venne eliminato da Jey Uso. Il 16 maggio, nel Kick-off di WrestleMania Backlash, Ricochet accettò l'Open challenge non titolata di Sheamus, detentore dello United States Championship, ma venne sconfitto. Ne seguì una mini faida in cui, nonostante l'inserimento di Humberto Carrillo, non riuscì a diventare il primo sfidante al titolo (complice anche un infortunio del campione). Nella puntata di Raw del 21 giugno Ricochet sconfisse AJ Styles qualificandosi per il Money in the Bank Ladder match. Il 18 luglio, a Money in the Bank, Ricochet partecipò all'omonimo incontro che comprendeva anche Big E, Drew McIntyre, John Morrison, Kevin Owens, Shinsuke Nakamura, Riddle e Seth Rollins ma il match venne vinto da Big E. Nella puntata di Raw del 27 settembre Ricochet affrontò Reggie per il 24/7 Championship ma l'incontro terminò in no contest a causa dell'intervento di Drew Gulak e R-Truth. Nella puntata di Raw dell'11 ottobre Ricochet perse contro Xavier Woods nei quarti di finale del King of the Ring, venendo eliminato.

#### SmackDown(2021–2023)
Il 4 ottobre, per effetto del Draft, Ricochet passò al roster di SmackDown. Ricochet debuttò nello show nella puntata del 5 novembre rispondendo alla Open challenge di Drew McIntyre venendo tuttavia sconfitto. Nella puntata di SmackDown del 19 novembre Ricochet prese parte ad un Fatal 4-Way match che comprendeva anche Cesaro, Jinder Mahal e Sheamus per un posto nel Team SmackDown per Survivor Series ma l'incontro venne vinto da Sheamus grazie all'intervento di Ridge Holland. Il 21 novembre, a Survivor Series, Ricochet prese parte ad una Battle Royal dedicata a The Rock ma venne eliminato per ultimo da Omos. Nella puntata di SmackDown del 26 novembre Ricochet prese parte una Battle Royal per determinare lo sfidante all'Universal Championship di Roman Reigns ma venne eliminato. Nella puntata di SmackDown del 24 dicembre Ricochet partecipò ad un Gauntlet match per determinare lo sfidante all'Intercontinental Championship di Shinsuke Nakamura ma, dopo aver eliminato Humberto, Sheamus e Jinder Mahal, venne eliminato per ultimo da Sami Zayn. Il 1º gennaio, nel Kick-off di Day 1, Ricochet e Cesaro vennero sconfitti da Ridge Holland e Sheamus.
Il 29 gennaio, alla Royal Rumble, Ricochet partecipò al match omonimo entrando col numero 12 ma venne eliminato da Happy Corbin. Nella puntata di SmackDown del 4 marzo Ricochet sconfisse Sami Zayn, grazie alla distrazione di Johnny Knoxville, conquistando l'Intercontinental Championship per la prima volta. Nella successiva puntata di SmackDown della settimana dopo Ricochet mantenne la cintura intercontinentale contro Zayn. Nella puntata di SmackDown del 1º aprile Ricochet conservò il titolo intercontinentale contro Angel e Humberto dei Los Lotharios in un Triple Threat match. Il 15 aprile, a SmackDown, Ricochet mantenne la cintura intercontinentale contro Jinder Mahal. Successivamente, il 29 aprile, Ricochet conservò il titolo anche contro Shanky. Nella puntata di SmackDown del 10 giugno Ricochet perse il titolo intercontinentale contro Gunther dopo 98 giorni di regno. Due settimane dopo, il 24 giugno a SmackDown, Ricochet tentò di riconquistare la cintura intercontinentale contro Gunther ma venne sconfitto. Il 19 agosto, a SmackDown, Ricochet prese parte ad un Fatal 5-Way match che comprendeva anche Happy Corbin, Madcap Moss, Sami Zayn e Sheamus per determinare lo sfidante di Gunther per l'Intercontinental Championship a Clash at the Castle ma il match venne vinto da Sheamus. Il 4 settembre, a NXT Worlds Collide, Ricochet affrontò Carmelo Hayes per l'NXT North American Championship ma venne sconfitto. Nella puntata di SmackDown del 14 ottobre Ricochet prese parte ad un Fatal 4-Way match che comprendeva anche Rey Mysterio, Sheamus e Solo Sikoa per determinare lo sfidante all'Intercontinental Championship di Gunther ma il match venne vinto da Mysterio. Il 18 novembre, a SmackDown, Ricochet prevalse su Mustafa Ali nei quarti di finale del torneo per la SmackDown World Cup (con in palio un'opportunità titolata all'Intercontinental Championship di Gunther). La settimana dopo, Ricochet prevalse anche su Braun Strowman guadagnando l'accesso alla finale. Nella finale, svoltasi il 2 dicembre a SmackDown, Ricochet trionfò su Santos Escobar vincendo la SmackDown World Cup. Nella puntata di SmackDown del 16 dicembre Ricochet ottenne la sua opportunità titolata contro Gunther per l'Intercontinental Championship ma venne sconfitto, nonostante un'ottima prestazione. Nella puntata di SmackDown del 27 gennaio Ricochet e Strowman presero il posto di Drew McIntyre e Sheamus nella semifinale del torneo per determinare gli sfidanti allo SmackDown Tag Team Championship degli Usos sconfiggendo l'Hit Row. Il 28 gennaio, alla Royal Rumble, Ricochet partecipò all'incontro omonimo entrando col numero 28 ma venne eliminato da Austin Theory. Il 3 febbraio, a SmackDown, Ricochet e Strowman prevalsero sull'Imperium (Giovanni Vinci e Ludwig Kaiser) nella finale diventando gli sfidanti degli Usos per lo SmackDown Tag Team Championship. La settimana dopo Ricochet e Strowman affrontarono poi gli Usos per i titoli di coppia di SmackDown ma vennero sconfitti. Il 1º aprile, a WrestleMania 39, Ricochet e Strowman presero parte ad un Fatal 4-Way match insieme all'Alpha Academy, gli Street Profits e i Viking Raiders ma il match venne vinto dai Profits.

#### Ritorno adRaw(2023–2024)
Il 1º maggio 2023, per effetto del Draft, passò al roster di Raw, facendovi dunque ritorno. Nella puntata di Raw del 15 maggio partecipò ad una battle royal per determinare il nuovo sfidante di Gunther per l'Intercontinental Championship ma venne eliminato per ultimo da Mustafa Ali. Il 1º luglio, a Money in the Bank, partecipò all'omonimo incontro che comprendeva anche Butch, Damian Priest, LA Knight, Logan Paul, Santos Escobar e Shinsuke Nakamura ma il match venne vinto da Priest. Il 5 agosto, a SummerSlam, venne sconfitto da Logan Paul. Il 7 agosto, a Raw, prese parte ad un fatal four-way match per determinare lo sfidante di Gunther per l'Intercontinental Championship che comprendeva anche Chad Gable, Matt Riddle e Tommaso Ciampa ma il match venne vinto da Gable. Nella puntata di Raw del 9 ottobre prese parte ad un triple threat match insieme a Bronson Reed e Chad Gable per un'opportunità all'Intercontinental Championship di Gunther ma a vincere fu Reed. Il 6 novembre, a Raw, provò nuovamente a diventare lo sfidante di Gunther per l'Intercontinental Championship partecipando ad un fatal four-way match che comprendeva anche Bronson Reed, Ivar e The Miz ma fu quest'ultimo a vincere.
Il 27 gennaio, a Royal Rumble, partecipò all'omonimo incontro entrando col numero 28 ma venne eliminato da Drew McIntyre. Nella puntata di Raw dell'11 marzo prese parte ad un gauntlet match per determinare lo sfidante di Gunther per l'Intercontinental Championship a WrestleMania XL ma venne eliminato da Bronson Reed.

## Vita privata
Mann ha avuto una relazione con la wrestler Tessa Blanchard. Dall'aprile del 2016 i due vivevano insieme ad Apollo Crews ad Orlando, Florida.
Ha avuto una relazione con la collega Kacy Catanzaro, nota in WWE come Katana Chance. Attualmente ha una relazione con Samantha Irvin.

## Personaggio

### Mosse finali
- Helios
  - 630 (630º senton)

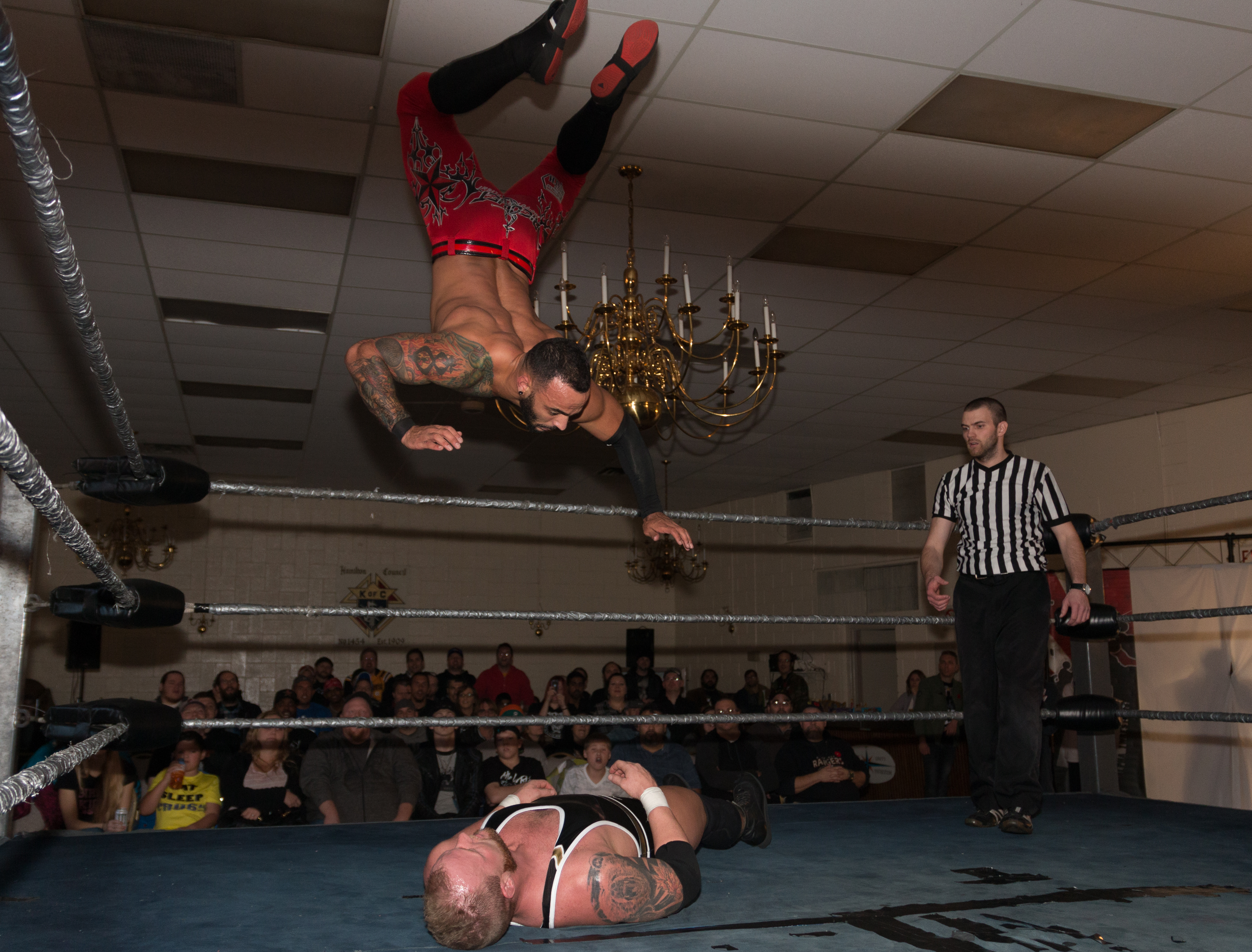
Ricochet mentre esegue una shooting star press su Josh Alexander

  - Heliocentricity (Shooting star press)
  - Sky is Falling (Meteora)
  - Vertigo (Spinning brainbuster)
- Prince Puma
  - 630 (630º senton)
  - Vertigo (Spinning brainbuster)
- Ricochet
  - 630 (630º senton)
  - Benadryller (Fireman's carry seguita da un Overhead kick)
  - Recoil (Single knee facebreaker)
  - Vertigo (Spinning brainbuster)

### Soprannomi
- "Future of Flight"
- "Mr. High Fly"
- "One & Only"
- "Resident Superhero"

## Titoli e riconoscimenti
- Dramatic Dream Team

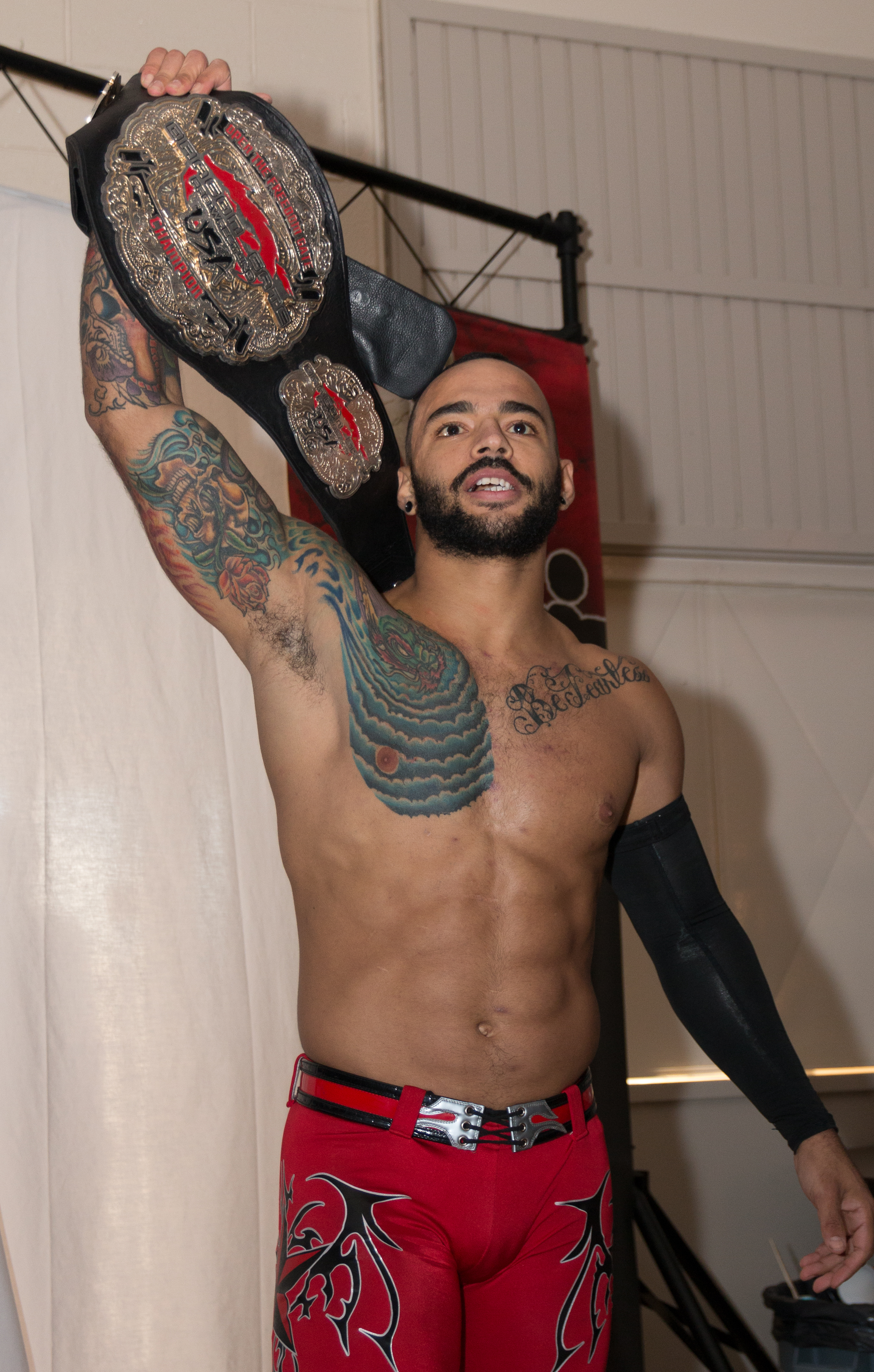
Ricochet con l'Open the Freedom Gate Championship, titolo che ha detenuto una volta in carriera

  - DDT Ironman Heavymetalweight Championship (1)
- Dragon Gate
  - Open the Brave Gate Championship (1)
  - Open the Freedom Gate Championship (1)
  - Open the Twin Gate Championship (2) – con Cima e Naruki Doi
  - Open the Triangle Gate Championship (1) – con Cima e Dragon Kid
- Dragon Gate USA
  - Open the United Gate Championship (2) – con Cima e Masato Yoshino
- House of Glory
  - HOG Heavyweight Championship (1)
- Insanity Pro Wrestling
  - IPW Junior Heavyweight Championship (1)
  - IPW Super Junior Heavyweight Tournament (2010)
- Lucha Underground
  - Lucha Underground Championship (2)
  - Lucha Underground Trios Championship (1) – con Dragon Azteca Jr. e Rey Mysterio
- New Japan Pro-Wrestling
  - IWGP Junior Heavyweight Tag Team Championship (3) – con Matt Sydal (2) e Ryusuke Taguchi (1)
  - NEVER Openweight 6-Man Tag Team Championship (3) – con Matt Sydal e Satoshi Kojima, David Finlay Jr. e Satoshi Kojima e Hiroshi Tanahashi e Ryusuke Taguchi (1)
- Pro Wrestling Guerrilla
  - PWG World Championship (1)
- Pro Wrestling Illustrated
  - 15º tra i 500 migliori wrestler singoli nella PWI 500 (2016)
- Revolution Pro Wrestling
  - Undisputed British Tag Team Championship (1) – con Rich Swann
- World Series Wrestling
  - WSW World Heavyweight Championship (1)
- WWE
  - NXT North American Championship (1)
  - WWE Intercontinental Championship (1)
  - WWE United States Championship (1)
  - WWE Speed Championship (1)[27]
  - Dusty Rhodes Tag Team Classic (edizione 2019) – con Aleister Black
- Wrestling Observer Newsletter
  - Best Flying Wrestler (2011, 2014, 2015)
  - Best Wrestling Maneuver (2010, 2011)